# میلینگن
میلینگن (به هلندی: Millingen aan de Rijn) یک منطقهٔ مسکونی در هلند است که در شهرستان برخ ان‌دال واقع شده‌است. میلینگن ۵٬۹۱۸ نفر جمعیت دارد و ۱۳ متر بالاتر از سطح دریا واقع شده‌است.